# Раєвський Борис Миколайович
Бори́с Рає́вський  (нім. Boris Rajewsky; 17 липня 1893, Чигирин — 22 листопада 1974) — український і німецький науковець-біофізик. Дідусь системного біолога Ніколауса Раєвського.

## Біографічні відомості
Народився в Чигирині на Черкащині. Навчався в колегії Павла Ґалаґана, у 1912—1917 роках у Київському університеті.
До 1920 року старший асистент Київського університету. Згодом в еміграції.
У 1929 році Борису Раєвському було присвоєно вчене звання доцента. Ступінь доктора з біофізики отримав у Франкфуртському університеті. Працював професором (з 1934 року) біофізики у цьому університеті і директором (1937—1966) Інституту біофізики Товариства ім. Макса Планка у Франкфурті-на-Майні, який було створено за його ініціативи.
У повоєнні роки Б. Раєвський був ректором Франкфуртського університету й активно сприяв його академічному оновленню.

## Наукова діяльність
Як фізик-дослідник Раєвський зробив вагомий внесок у дослідження біологічних наслідків опромінення та встановлення радіаційних стандартів охорони здоров'я.
Праці і винаходи вченого відносяться до радіології, радіобіології, біофізики високих частот і надзвуків. Раєвський був одним з перших, хто став вживати термін «біофізика».
Біофізичний інститут у Саарбюккені названо його ім'ям.